# Matthew Downs
Matthew Downs ist ein US-amerikanischer Schauspieler.

## Karriere
2010, für den Kurzfernsehfilm A Stranger in My Own Land, stand Downs erstmals für eine Fernsehproduktion vor der Kamera. Es folgten 2011 eine Besetzung in einer Episode der Fernsehserie In Plain Sight – In der Schusslinie sowie Nebenrollen in den Fernsehfilmen Searching for Sonny und Humans vs Zombies. Es folgten Engagements in einzelnen Episoden verschiedener US-amerikanischer Fernsehserien oder Sitcoms wie Dallas, Grey’s Anatomy, Sam & Cat oder Bones – Die Knochenjägerin.
Oftmals verkörperte Downs die Rolle eines Polizisten oder Wächters so zum Beispiel in Searching for Sonny, Dallas, Ride – Wenn Spaß in Wellen kommt, Straight Outta Compton, Last Man Standing, Bosch (einen Nachtwächter) und Timeless.
In Deutschland wurde er bekannt durch seine Rolle des Joe Bergmann in insgesamt 18 Werbespots für das Vergleichsportal Check24.

## Filmografie (Auswahl)
- 2010: A Stranger in My Own Land (Kurzfilm)
- 2011: In Plain Sight – In der Schusslinie (In Plain Sight, Fernsehserie, Episode 4x09)
- 2011: Searching for Sonny
- 2011: Humans vs Zombies
- 2012: Dallas (Fernsehserie, Episode 1x07)
- 2012: Vamps, Blood & Smoking Guns
- 2012: Grey’s Anatomy (Fernsehserie, Episode 9x03)
- 2013: Desert Noir (Kurzfilm)
- 2013: Sam & Cat (Fernsehserie, Episode 1x10)
- 2014: Ride – Wenn Spaß in Wellen kommt (Ride)
- 2015: How to Get Away with Murder (Fernsehserie, Episode 1x12)
- 2015: Bones – Die Knochenjägerin (Bones, Fernsehserie, Episode 10x15)
- 2015: Straight Outta Compton
- 2015: Last Man Standing (Fernsehserie, Episode 5x06)
- 2016: Bosch (Fernsehserie, Episode 2x08)
- 2016: The Middle (Fernsehserie, Episode 8x02)
- 2016–2017: Check24: 2 unvergleichliche Familien
- 2018: Henry Danger (Fernsehserie, Episode 4x05)
- 2018: Navy CIS: L.A. (NCIS: Los Angeles, Fernsehserie, Episode 9x15)
- 2018: American Crime Story (Fernsehserie, Episode 2x09)
- 2018: Timeless (Fernsehserie, Episode 2x03)
- 2018: Into the Dark (Fernsehserie, Episode 1x02)
- 2019: San Diego Gas & Electric: Stay Away from Swaying Wires (Kurzfilm)
- 2019: For All Mankind (Fernsehserie, Episode 7x01)
- 2019: San Diego Gas & Electric: Powerline Safety (Kurzfilm)
- 2020: Kajillionaire
- 2020: Tacoma FD (Fernsehserie, Episode 2x07)
- 2020–2021: Seattle Firefighters – Die jungen Helden (Station 19, Fernsehserie, 2 Episoden)
- 2021: 9-1-1: Lone Star (Fernsehserie, Episode 2x08)
- 2021: Unglaubliche Diebstähle (Heist, Fernsehdokuserie, 2 Episoden)
- 2022: First Love (Fernsehserie)
- 2022: Grown-ish (Fernsehserie, Episode 4x11)
- 2022: Dahmer – Monster: Die Geschichte von Jeffrey Dahmer (Dahmer – Monster: The Jeffrey Dahmer Story, Fernsehserie, Episode 1x09)
- 2022: Welcome to Chippendales (Miniserie, Episode 1x07)
- 2020–2023: Yellowstone (Fernsehserie, 4 Episoden)